# David Morillon
Pour les articles homonymes, voir Morillon.
 (mai 2015).
David Morillon, né le 18 novembre 1972 à Niort, est un pilote de moto français spécialisé dans les compétitions d'endurance.

## Palmarès
| Année | Compétition | Équipe                                          | Moto                                                            |
| ----- | --- | ----------------------------------------------- | --------------------------------------------------------------- |
| 2008  | Championnat du monde d'endurance moto                                                                                               | Team Bolliger                                   | Nouvelle Kawasaki ZX-10R N° 8                                   |
| 2007  | 8e du Championnat du monde d'endurance moto                                                                                         | Team Bolliger                                   | Kawasaki ZX-10R N° 8                                            |
| 2006  | 4e du Championnat du monde d'endurance moto 4e des 24 Heures du Mans moto 3e des 6 h de Zolder                                      | Team Bolliger                                   | Kawasaki ZX-10R N° 8                                            |
| 2005  | Vice-Champion du Monde d'Endurance 6e des 24 Heures du Mans moto                                                                    | Team Suisse Bolliger                            | Kawasaki ZX-10R N° 8                                            |
| 2004  | 9e du Championnat du monde d'endurance moto 4e du Master d'Endurance 5e des 24 Heures du Mans moto                                  | Team Bolliger                                   | Kawasaki ZX-10R N° 8                                            |
| 2003  | 6e du Championnat du Monde d'Endurance 3e des 24 h d'Oschersleben 11e des 24 h du Mans 5e du Bol d'or                               | Team Endurance moto 38                          | Yamaha R1 N° 38)                                                |
| 2002  | 4e du Championnat du Monde d'Endurance 1er des 24 h d'Oschersleben 3e des 24 heures de Spa-Francorchamps                            | Team Endurance moto 38 Team Phase One Endurance | Yamaha R1 N° 38 Suzuki GSX-R 1000 N° 3                          |
| 2001  | 6e du Championnat de France Open Supersport                                                                                         | Team Yam Service                                | Yamaha R6 N° 79                                                 |
| 2000  | Champion de France National 600 Supersport - 3e au général 6e des 24 h du Mans 3e des 24 heures de Spa-Francorchamps                | Team Yam Service Team Motosport Courneuvien     | Yamaha R6 N° 79 Yamaha R7 N° 93                                 |
| 1999  | Vice-Champion de France National 600 Supersport, 9e au général 3e des 24 h de Spa                                                   | Team Free Bike                                  | Yamaha R6 N° 79 Yamaha R7 N° 12                                 |
| 1998  | Vainqueur de la Coupe Yamaha Vice-Champion des 1000 miles Cup Yamaha 1er des 24 h du Mans catégorie 600 Supersport (10e au général) |                                                 | 850 TRX N° 79 Kawasaki ZX6R N° 49                               |
| 1997  | Vainqueur du Guidon Yamaha 6e de la Coupe Yamaha 2e des 24 h du Mans catégorie 600 Supersport 7e du Bol d'Or catégorie Stocksport   | Team Manager : D. Sarron                        | Yamaha R6) 850 TRX N° 79 Yamaha ZX6R N° 49 Honda 1000 VTR N° 49 |
| 1996  | 5e de la Coupe Honda 2e du Bol d'or catégorie 600 Supersport                                                                        |                                                 | 500 CB N° 79 Kawasaki ZX6R N° 79                                |
| 1995  | 4e du Championnat de France 50 cm3 groupe 3                                                                                         |                                                 | Mistral N° 3                                                    |
| 1994  | Champion de France 50 cm3 groupe 2                                                                                                  |                                                 | Mistral Doppler N° 3                                            |
| 1993  | 10e National du Championnat de France Open 125 cm3                                                                                  |                                                 | Honda 125 RS N° 79                                              |
| 1992  | Champion de France 50 cm3 groupe 1                                                                                                  |                                                 | MCR Bidalot N° 10                                               |
| 1991  | Champion de France UFOLEP 50 cm3 groupe 1 début en course FFM Vainqueur des 4 h de la mob                                           |                                                 | MBK 51                                                          |
| 1990  | Début en vitesse en Championnat UFOLEP 50 cm3 groupe 1 vainqueur des 4 h de la mob                                                  |                                                 | MBK 51                                                          |
| 1989  | Mob Cross UFOLEP 50 cm3, vainqueur des 4 h de la mob                                                                                |                                                 | MBK 51                                                          |
| 1988  | Mob Cross UFOLEP 50 cm3 |                                                 | Peugeot 103                                                     |